# Kanclířka (Dejvice)
Kanclířka (Linkovka) je zaniklá usedlost v Praze 6-Dejvicích, která stála při ulici Horoměřická z Dejvic na Jenerálku poblíž usedlosti Beránka.

## Historie
Usedlost Kanclířka vznikla před rokem 1550 spojením několika menších vinic do velikosti 11,5 strychu. Na počátku 17. století ji vlastnil nejvyšší kancléř království českého Zdeněk Vojtěch Popel z Lobkovic a po názvu jeho úřadu byla pojmenována.
Roku 1705 koupila usedlost Zuzana Karolina Richtersonová, která zde dala o devět let později postavit kapli Nanebevzetí Panny Marie. Roku 1723 prodali její dědicové majetek kanovníku metropolitního kostela Matěji Vojtěchu Linkovi. Nový majitel opravil usedlost uváděnou jako pustou, opravil i kapli, v jejímž příslušenství byly obrazy, mešní nádoby a roucha.
Po smrti kanovníka koupila usedlost roku 1765 v dražbě majitelka sousední Beránky a pozemky spojila. Kaple i dvůr pustly a na konci 19. století byly jejich zbytky patrné u cesty do Horoměřic; časem zcela zanikly.